# Сън в лятна нощ (филм, 1935)
„Сън в лятна нощ“ (на английски: A Midsummer Night's Dream) е американска романтична комедия от 1935 г. по пиесата на Уилям Шекспир, режисирана от Макс Рейнхарт и Уилям Дийтърли. Във филма участват Оливия де Хавиланд, Джийн Муир, Дик Пауъл, Рос Александър, Джеймс Кагни и Мики Руни.